# Fuensalida
Fuensalida è un comune spagnolo di 11 068 abitanti situato nella comunità autonoma di Castiglia-La Mancia.